# Second strike
De second strike (capability) is het gegarandeerd vermogen van een kernmacht om een vijandelijke aanval met kernwapens te vergelden door de aanvallende mogendheid volledig te vernietigen met eigen nucleaire wapens. In de eerste helft van de Koude Oorlog zorgde dit voor een wapenwedloop tussen vooral de Verenigde Staten en de Sovjet-Unie, want hoe meer kernwapens men bezat, hoe groter de kans op een volledige vergelding. 
Een dergelijk vermogen tot vergelding houdt het afschrikkingsevenwicht in balans. Zonder het vermogen tot vergelding zou één zijde het risico van een kernoorlog kunnen nemen in de hoop met een massale first strike het nucleaire arsenaal van de ander uit te schakelen, wat de getroffene weerloos zou maken. Dit concept was cruciaal voor de strategie van de mutual assured destruction, afgekort MAD, die wilde zeker stellen dat een eventuele aanval (ook een beperkte) met nucleaire wapens, vrijwel direct zou escaleren tot een niveau waarbij beide strijdende partijen volledig vernietigd zouden worden en als staat onmogelijk nog zouden kunnen functioneren. De achterliggende gedachte van deze escalatieladder is dat zelfs een 'beperkte' nucleaire oorlog op deze manier niet zou plaatsvinden omdat de uiteindelijke gevolgen daarvan te afschrikwekkend zijn.
Herman Kahn was een van de ontwikkelaars van MAD.